# Anders Sandøe Ørsted (politicus)
Anders Sandøe Ørsted (Rudkøbing, 21 december 1778 - Kopenhagen, 1 mei 1860) was een Deens politicus en rechtsgeleerde.
Hij wordt gezien als een van de belangrijkste Deense juristen van de 19e eeuw, als procureur-generaal (vanaf 1824), als rechter en als schrijver op juridisch gebied. Hij is voorts minister geweest, onder andere van binnenlandse zaken. Hij was van 1853 tot 1854 eerste minister van Denemarken.

## Familie
Anders Sandøe Ørsted was broer van de bekende natuurkundige Hans Christian Ørsted en oom van de botanicus Anders Sandøe Ørsted.
- Bibsys: 90097932
- Gemeinsame Normdatei: 117593265
- International Standard Name Identifier: 0000 0000 8107 2735
- Library of Congress Control Number: n81041828
- Nationale Bibliotheek van Israël: 987007592358905171
- Nederlandse Thesaurus van Auteursnamen: 070248141
- Virtual International Authority File: 27852328
- WorldCat: E39PBJrgFK33cD6YVMry6gBF8C